# Xarxa mèdica oberta per a la IA
La xarxa oberta mèdica per a la IA (MONAI) és un marc de treball de codi obert i recolzat per la comunitat per a l'aprenentatge profund (DL) en imatges sanitàries. MONAI proporciona una col·lecció d'implementacions optimitzades per domini de diversos algoritmes i utilitats de DL dissenyades específicament per a tasques d'imatge mèdica. MONAI s'utilitza en la recerca i la indústria, ajudant al desenvolupament de diverses aplicacions d'imatge mèdica, com ara la segmentació d'imatges, la classificació d'imatges, el registre d'imatges i la generació d'imatges.
MONAI es va introduir per primera vegada el 2019 gràcies a un esforç col·laboratiu d'enginyers d'Nvidia, els Instituts Nacionals de Salut i la comunitat acadèmica del King's College de Londres. El marc de treball es va desenvolupar per abordar els reptes i requisits específics de la DL aplicada a la imatge mèdica.
Construït sobre PyTorch, una popular biblioteca DL, MONAI ofereix una interfície d'alt nivell per fer tasques quotidianes d'imatges mèdiques, com ara el preprocessament d'imatges, l'augment, l'entrenament de models DL, l'avaluació i la inferència per a diverses aplicacions d'imatges mèdiques. MONAI simplifica el desenvolupament de models DL per a l'anàlisi d'imatges mèdiques proporcionant una gamma de components i mòduls prefabricats.
MONAI forma part d'un conjunt més ampli de programari basat en intel·ligència artificial (IA) anomenat Nvidia Clara. A més de MONAI, Clara també inclou Nvidia Parabricks per a l'anàlisi del genoma.

## Fonaments de l'anàlisi d'imatges mèdiques

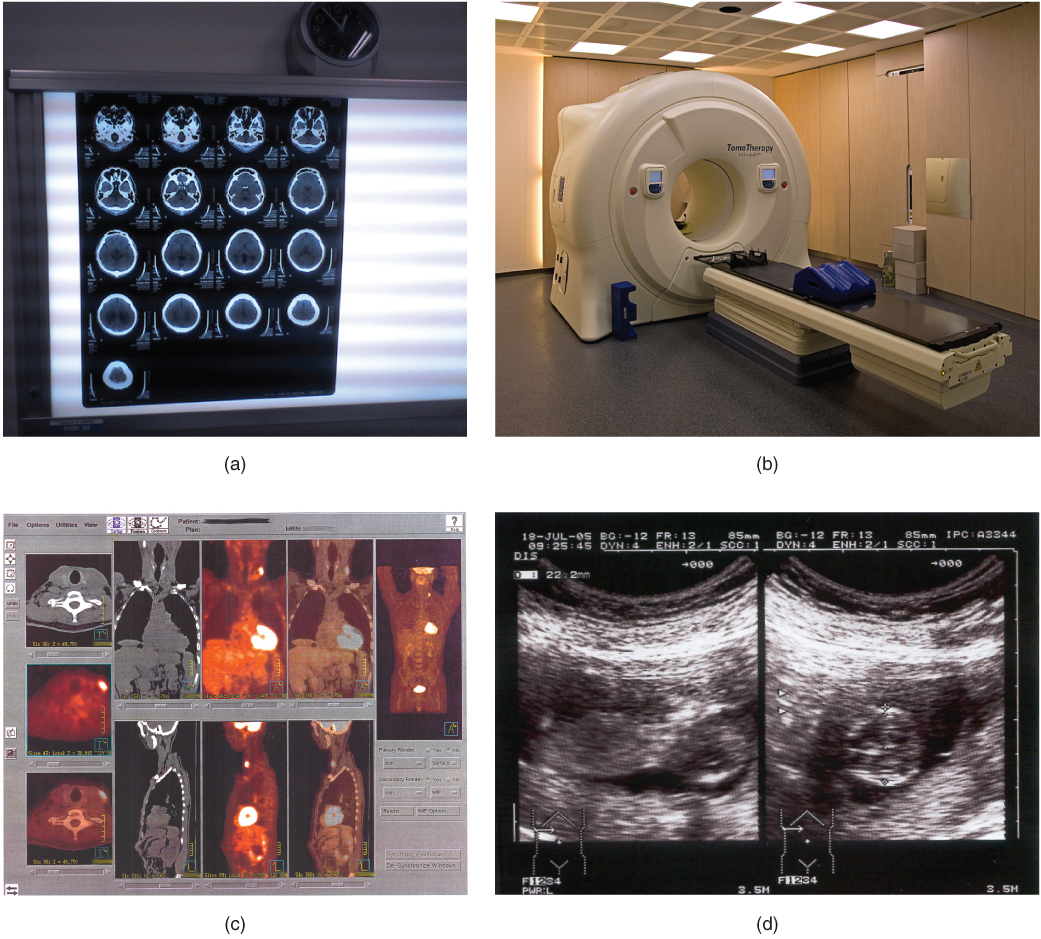
Estratègies d'imatge mèdica. (a) Tomografia computada del cap. (b) Aparell de ressonància magnètica. (c) Les tomografies PET produeixen imatges del flux sanguini actiu i de l'activitat fisiològica de l'òrgan o òrgans diana. (d) Tecnologia d'ecografia per controlar l'embaràs.

La imatge mèdica és un conjunt de tècniques i tecnologies d'imatge que permeten als clínics visualitzar les estructures internes del cos humà. Ajuda a diagnosticar, tractar i controlar diverses afeccions mèdiques, permetent així als professionals sanitaris obtenir imatges detallades i no invasives d'òrgans, teixits i processos fisiològics.
La imatge mèdica ha evolucionat, impulsada pels avenços tecnològics i el coneixement científic. Avui dia, engloba modalitats com ara raigs X, tomografia computada (TC), ressonància magnètica (RM), ultrasons, medicina nuclear i patologia digital, cadascuna oferint capacitats i coneixements sobre anatomia i patologia humanes.
Les imatges produïdes per aquestes modalitats d'imatge mèdica són interpretades per radiòlegs, especialistes formats en l'anàlisi i el diagnòstic d'afeccions mèdiques basant-se en la informació visual captada a les imatges. En els darrers anys, el camp ha estat testimoni d'avenços en el diagnòstic assistit per ordinador, integrant tècniques d'intel·ligència artificial i aprenentatge profund per automatitzar l'anàlisi d'imatges mèdiques i ajudar els radiòlegs a detectar anomalies i millorar la precisió diagnòstica.

## Característiques
MONAI ofereix un conjunt robust de biblioteques, eines i kits de desenvolupament de programari (SDK) que abasten tot el procés de creació d'aplicacions d'imatges mèdiques. Ofereix una gamma completa de recursos per donar suport a totes les etapes del desenvolupament de solucions d'intel·ligència artificial (IA) en el camp de la imatge mèdica, des de l'anotació inicial (etiqueta MONAI), passant pel desenvolupament i l'avaluació de models (MONAI Core), i el desplegament final de l'aplicació (SDK d'aplicació de desplegament MONAI).

### Etiquetatge de dades mèdiques

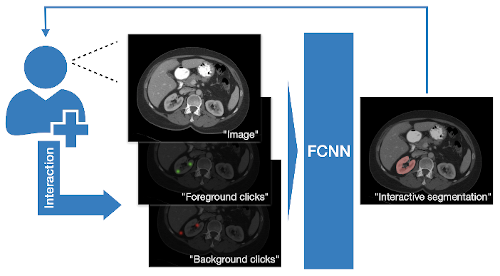
Anotació assistida per IA. MONAI Label utilitza algoritmes d'IA per ajudar els investigadors i professionals en imatges mèdiques proporcionant suggeriments d'anotacions basats en les interaccions dels usuaris.

MONAI Label és una eina versàtil que millora el procés d'etiquetatge i aprenentatge d'imatges mitjançant la incorporació d'assistència d'IA. Simplifica la tasca d'anotació de nous conjunts de dades aprofitant els algoritmes d'IA i les interaccions dels usuaris. A través d'aquesta col·laboració, MONAI Label entrena un model d'IA per a una tasca específica i millora contínuament el seu rendiment a mesura que rep imatges anotades addicionals. L'eina ofereix una gamma de funcions i integracions que optimitzen el flux de treball d'anotació i garanteixen una integració perfecta amb les plataformes d'imatges mèdiques existents.
- Anotació assistida per IA: MONAI Label ajuda els investigadors i professionals en imatges mèdiques suggerint anotacions basades en les interaccions dels usuaris mitjançant algoritmes d'IA. Aquesta assistència d'IA redueix significativament el temps i l'esforç necessaris per etiquetar nous conjunts de dades, permetent als usuaris centrar-se en tasques més complexes. Els suggeriments proporcionats per MONAI Label milloren l'eficiència i la precisió en el procés d'anotació.
- Aprenentatge continu: a mesura que els usuaris proporcionen imatges anotades addicionals, MONAI Label utilitza aquestes dades per millorar el seu rendiment al llarg del temps. L'eina actualitza el seu model d'IA amb les anotacions recentment adquirides, millorant la seva capacitat per etiquetar imatges i adaptar-se a tasques específiques.
- Integració amb plataformes d'imatge mèdica: MONAI Label s'integra amb plataformes d'imatge mèdica com ara 3D Slicer, el visor Open Health Imaging Foundation per a radiologia,[6] QuPath,[7] i l'arxiu digital de diapositives per a patologia.[8] Aquestes integracions permeten la comunicació entre MONAI Label i les eines d'imatge mèdica existents, facilitant els fluxos de treball col·laboratius i garantint la compatibilitat amb les plataformes establertes.
- Integració de visualitzadors personalitzats: els desenvolupadors tenen la flexibilitat d'integrar MONAI Label als seus visualitzadors d'imatges personalitzats mitjançant les API de servidor i client proporcionades. Aquestes API estan resumides i documentades a fons, cosa que facilita una integració fluida amb aplicacions a mida.

### Desenvolupament i avaluació de models d'aprenentatge profund

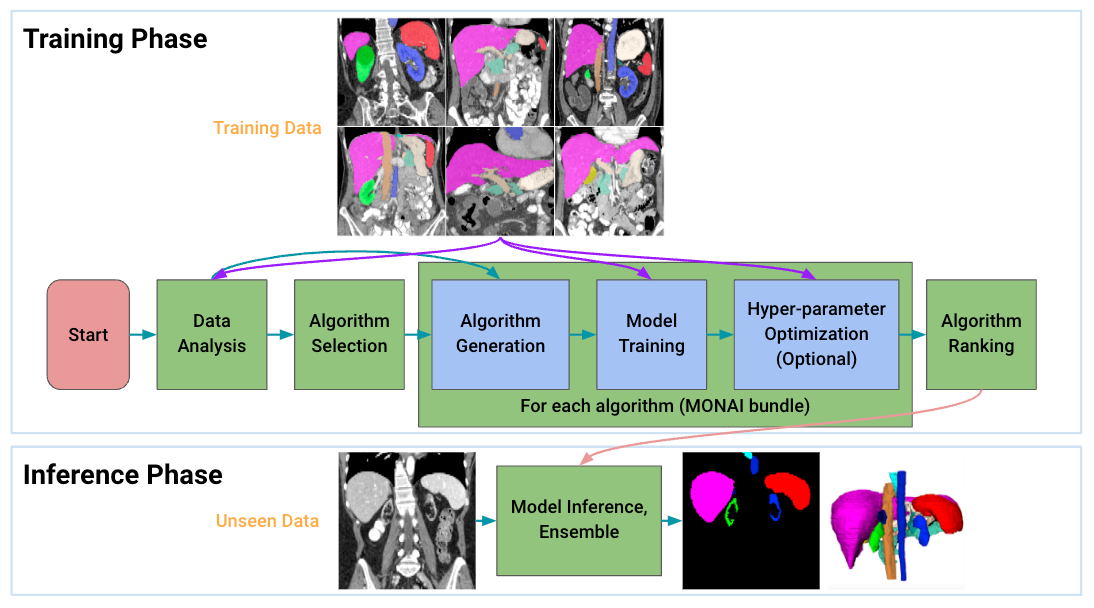
Exemple de segmentació d'imatges MONAI Core. Canalització des de la recuperació de dades d'entrenament fins a la implementació, l'entrenament i l'optimització del model, fins a la inferència del model.

Dins de MONAI Core, els investigadors poden trobar un conjunt d'eines i funcionalitats per al processament, la càrrega de conjunts de dades, la implementació de models d'aprenentatge profund (DL) i l'avaluació. Aquestes eines permeten als investigadors avaluar el rendiment dels seus models. MONAI Core ofereix canals d'entrenament personalitzables, que permeten als usuaris construir i entrenar models que admeten diversos enfocaments d'aprenentatge com ara l'aprenentatge supervisat, semisupervisat i autosupervisat. A més, els usuaris tenen la flexibilitat d'implementar diferents estratègies informàtiques per optimitzar el procés d'entrenament.

### Kit de desenvolupament d'aplicacions d'inferència d'IA
El SDK d'aplicació de desplegament MONAI ofereix una sèrie sistemàtica de passos que permeten als usuaris desenvolupar i ajustar els seus models i fluxos de treball d'IA per al desplegament en entorns clínics. Aquests passos actuen com a punts de control, garantint que la infraestructura d'inferència d'IA s'adhereixi als estàndards i requisits essencials per a una integració clínica perfecta.

Aplicació SDK de MONAI Stream a la font AJA de vídeo d'endoscòpia

Els components clau del SDK d'aplicacions de implementació de MONAI inclouen:
- Marc de treball Python per al desenvolupament d'aplicacions: l'SDK presenta un marc de treball basat en Python dissenyat específicament per crear aplicacions centrades en l'atenció mèdica. Amb la seva base adaptable, aquest marc de treball permet el desenvolupament optimitzat d'aplicacions basades en IA adaptades a l'àmbit de la salut.
- Mecanisme d'empaquetament de paquets d'aplicacions MONAI: l'SDK incorpora una eina per a l'empaquetament d'aplicacions als paquets d'aplicacions MONAI[9] (MAP). Aquestes instàncies MAP estableixen un format estandarditzat per agrupar i desplegar aplicacions, garantint la portabilitat i facilitant una distribució sense fissures.[10]
- Execució local de MAP mitjançant l'executor d'aplicacions: l'SDK proporciona una funció d'executor d'aplicacions que permet l'execució local d'instàncies de MAP. Aquesta funcionalitat permet als desenvolupadors executar i provar les seves aplicacions dins d'un entorn controlat, permetent la creació de prototips i la depuració.[11]
- Aplicacions de mostra: l'SDK inclou una selecció d'aplicacions de mostra que serveixen com a exemples pràctics i punts de partida per als desenvolupadors. Aquestes aplicacions d'exemple mostren diferents casos d'ús i exemplifiquen les millors pràctiques per utilitzar eficaçment el marc de treball MONAI Deploy.
- Documentació de l'API: l'SDK es complementa amb una documentació completa que descriu les API disponibles i proporciona orientació als desenvolupadors sobre com aprofitar eficaçment les eines i funcionalitats proporcionades.

## Aplicacions
MONAI ha trobat aplicacions en diversos estudis de recerca i implementacions industrials en diferents regions anatòmiques. Per exemple, s'ha utilitzat en la investigació acadèmica que implica el disseny automàtic d'implants craniofacials, l'anàlisi de tumors cerebrals a partir d'imatges de ressonància magnètica, la identificació de característiques en lesions hepàtiques focals a partir de ressonàncies magnètiques, la planificació de radioteràpia per al càncer de pròstata, la preparació de conjunts de dades per a imatges de microscòpia de fluorescència, i la classificació de nòduls pulmonars en el càncer de pulmó.
En entorns sanitaris, els hospitals han aprofitat MONAI per millorar la lectura de mamografies mitjançant l'ús de models d'aprenentatge profund per a l'anàlisi de la densitat mamària. Aquest mètode redueix el temps d'espera dels pacients, permetent-los rebre els resultats de la mamografia en 15 minuts. En conseqüència, els metges estalvien temps i els pacients experimenten temps d'espera més curts. Aquest avenç permet als pacients mantenir converses immediates amb els seus metges durant la mateixa cita, facilitant la presa de decisions ràpida i la discussió dels propers passos abans de sortir del centre. A més, els hospitals poden utilitzar MONAI per identificar indicis de deteriorament de l'estat d'un pacient amb COVID-19 o determinar si se'l pot donar l'alta de manera segura, optimitzant l'atenció al pacient i la presa de decisions posteriors a la COVID-19.
En l'àmbit corporatiu, les empreses escullen MONAI per desenvolupar aplicacions de productes que abordin diversos reptes clínics. Aquests inclouen l'avaluació de l'escoliosi basada en ultrasons, l'etiquetatge d'imatges patològiques basat en intel·ligència artificial, la detecció de pneumotòrax in situ mitjançant ultrasons, la caracterització de la morfologia cerebral, la detecció de microfractures a les dents i l'estimació no invasiva de la pressió intracranial.